# Јутика (Небраска)
Јутика (енгл. Utica) град је у америчкој савезној држави Небраска.

## Демографија
По попису из 2010. године број становника је 861, што је 17 (2,0%) становника више него 2000. године.
| Група             | 2000.       | 2010.       |
| Белци             | 837 (99,2%) | 835 (97,0%) |
| Афроамериканци    | 0 (0,0%)    | 2 (0,2%)    |
| Азијати           | 1 (0,1%)    | 8 (0,9%)    |
| Хиспаноамериканци | 2 (0,2%)    | 12 (1,4%)   |
| Укупно            | 844         | 861         |